# 鷲尾隆量
鷲尾 隆量（わしのお たかかず）は、江戸時代前期の公卿。鷲尾家11代当主。

## 経歴
慶長11年（1606年）、内大臣・広橋兼勝の次男として誕生。
鷲尾家10代当主・鷲尾隆尚の婿養子となり、家督を継ぐ。官位は正二位・権大納言。
寛文2年（1662年）、薨去。家督は子・隆光が継いだ。

## 系譜
- 父：広橋兼勝
- 母：不詳
- 養父：鷲尾隆尚
- 正室：鷲尾隆尚娘・ヨシ
  - 男子：鷲尾隆尹
  - 女子：月仙院 - 相良頼喬継室
  - 女子：天長院 - 吉川広嘉正室
  - 女子：高倉局 - 東福門院付き中臈
  - 女子：石川貞當正室
- 生母不明の子女
  - 男子：鷲尾隆光
  - 女子：橋本実松継室